# Астана (поховання)
Астана (астане, Остонен) — мусульманське священне поховання або місце, де раніше знаходився мавзолей мусульманського  святого (авлія). Еквівалент арабського терміну «мазар». Є об'єктом шанування у тюркських та іранських народів, особливо відомі серед сибірських татар. Витоки культу лежать у суфізмі[⇨].

## Історія вивчення

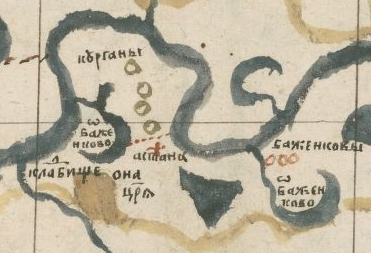
Астана в «Хорографічній креслярській книзі Сибіру» С. У. Ремезова. 1697 — 1711 роки.

Ймовірно, вперше термін «астана» письмово зафіксований на аркуші 107 «Хорографічної креслярської книги Сибіру» Семена Ремезова (1697 — 1711 роки). Сучасні дослідники вважають, що він позначив цим терміном Астана Бігач-Ата в Усть-Ішимському районі Омської області.
У науку поняття Астани вперше ввійшло 1734 року, Коли керівник Академічного загону Великої Північної експедиції Г. Ф. Міллер вніс у свої «Дорожні описи Сибіру» такий запис про відому нині Баїшевську астану у Вагайському районі Тюменської області:

Baisch-aul, під вищевказаним селом, біля підніжжя східного високого берега, трохи вище річки Шілеки. Люди живуть тут взимку, а за півтори версти звідси на тій самій стороні вони мають село з тією ж назвою, де живуть влітку. Тут знаходяться ясачні та служиві. За пів версти вище від цього села розташована Astuna, де похований татарський святий . 

У «Топографії Оренбурзькій» (1762) П. І. Ричков повідомляє про те, що інженер-підпоручик О. І. Рігельман виявив 1750 року, неподалік від місця впадання річки Карасу в Хобду, за 150 верст від Оренбурга, кам'яні споруди в місцях поховання «Знатних людей». Казахи називали ці споруди «астанами».

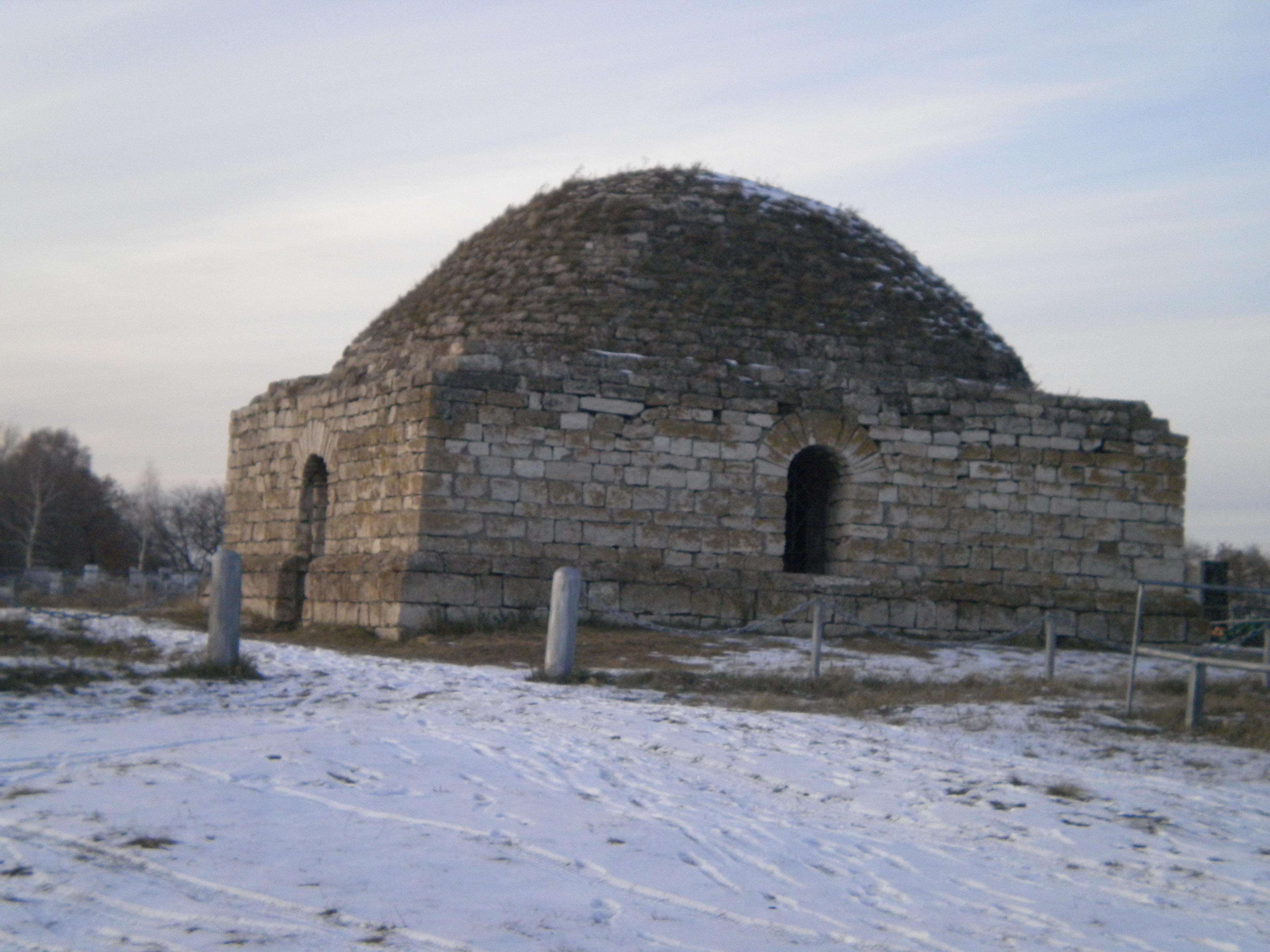
Мавзолей Хусейн-бека в селищі Чишми (Башкортостан). 2009.

У серпні 1773 споруду, «яку татари звуть астаною», виявив у районі Уфи академік Йоганн Готліб. 1859 року В. В. Вельямінов-Зернов повідомив, що мусульмани називали терміном «астана» мавзолей Хусейн-бека (селище Чишми, Башкортостан). 1864 року академік Б. А. Дорн опублікував звіт про наукову експедицію південним берегом Каспійського моря, де зафіксував пам'ятники під назвою «Астане» в перських областях Мазендерані та Гіляні.
Значного імпульсу до вивчення феномену Астани в сибірських татар додала публікація 1903 року М. Ф. Катанова російського перекладу татарських рукописів під назвою «Про релігійні війни учнів шейха Багаутдіна проти чужинців Західного Сибіру». Рукописи розповідали легенду про виникнення в Західному Сибіру священних поховань і містили список з 30 місць з іменами похованих шейхів. Станом на 1997 у 17 випадках з 30 інформація повністю підтвердилася. Були виявлені й інші джерела, які відтворюють легенду з деякими варіаціями: «Таріх», «Аслі наслі Сала аулининг», «Грамота зберігача Юрумської Астани», «Карагайський рукопис» (Карагайський сувій) — два останніх 2004 року.
У 2004 — 2005 роках робоча група в складі співробітників Інституту гуманітарних досліджень Тюменського державного університету та Тюменського обласного краєзнавчого музею паспортизувала перші 25 астан на території Тюменської області.

## Області поширення

### Тюркські народи

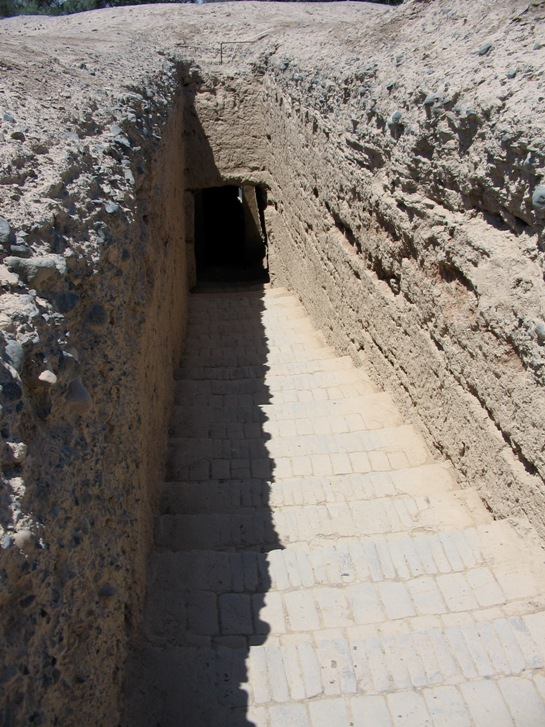
Могильник Астана в Турфані. 2007.

1863 року академік В. В. Вельямінов-Зернов вважав, що астани найчастіше трапляються в області Оренбурзьких Киргизів. Цікаво, що столиця Казахстану, яка отримала 1998 року назву Астана, виникла на місці стародавнього мусульманського кладовища Караоткель (1609 — 1962 роки). На думку казахського іраніста С. Абдулло, слово «астана» означає те саме, що й «Акмола» (білий, тобто Чистий, священний мавзолей), але перською.
Подальші дослідження показали наявність великої кількості астан (за інформацією Р. Х. Рахімова більш як 150) у Західному Сибіру, головним чином на території Вагайського, Тобольського, Уватського, Ярковського, Тюменського та Ялуторовського районів Тюменської області (територія проживання тоболо-іртишської групи сибірських татар).
З терміном «астана» доводиться стикатися і в обох частинах Туркестану. В Узбекистані відомими є мазари Астана-ата (поблизу селища Інгічка, Самаркандська область) та Ак-Астана-баба (с. Тельпек-Чинар, Саріасійський район, Сурхандар'їнська область). мавзолей зі схожою назвою Астана-баба є в місті Атамурат (колиш. Керки), Туркменістан.
Стосовно Східного Туркестану, то поруч зі стародавнім містом Гаочан, за 45 км від Турфана, розташовані могильник і село із загальною назвою Астана. Існування могильника датується  273 — 779 роками, на початку XX століття його досліджували А. Стейном і Кодзуї Отані (див. Експедиції Отані).

### Іранські народи
1864 року академік Б. А. Дорн зафіксував, що терміном «астане» називаються будови над могилами святих в північній Персії: астане імамзаде Ібрагім-Абу-Джеваба  (сина 7-о імама Муса ібн Джафара) в Мешгеді-сере, область Мазандеран, і Астані Сеїд-Алі-Ризи в Шейх-Ханевер, область Гілян. На заході Ірану в провінції Меркезі є місто Астане, яке відоме завдяки культовим могилам нащадків шиїтських імамів, а на півночі країни розташоване місто Астане-Ашрафіах у провінції Гілян.

## Генезис явища
Факти говорять про те, що термін «астана» має перське походження. Як з'ясував С. Абдулло, в середньоперській мові (пехлеві) estan мало значення «місце, стоянка, місце проживання». У сучасному Ірані терміном остан називають провінції  (а губернаторів провінцій остандарами), це поняття використовують з часів Сасанідів (224 — 651 роки). новоперською мовою (фарсі), що виникла в IX столітті, слова asitan, asitana, astan означають «поріг; царський двір, палац щастя; місце для відпочинку та сну».

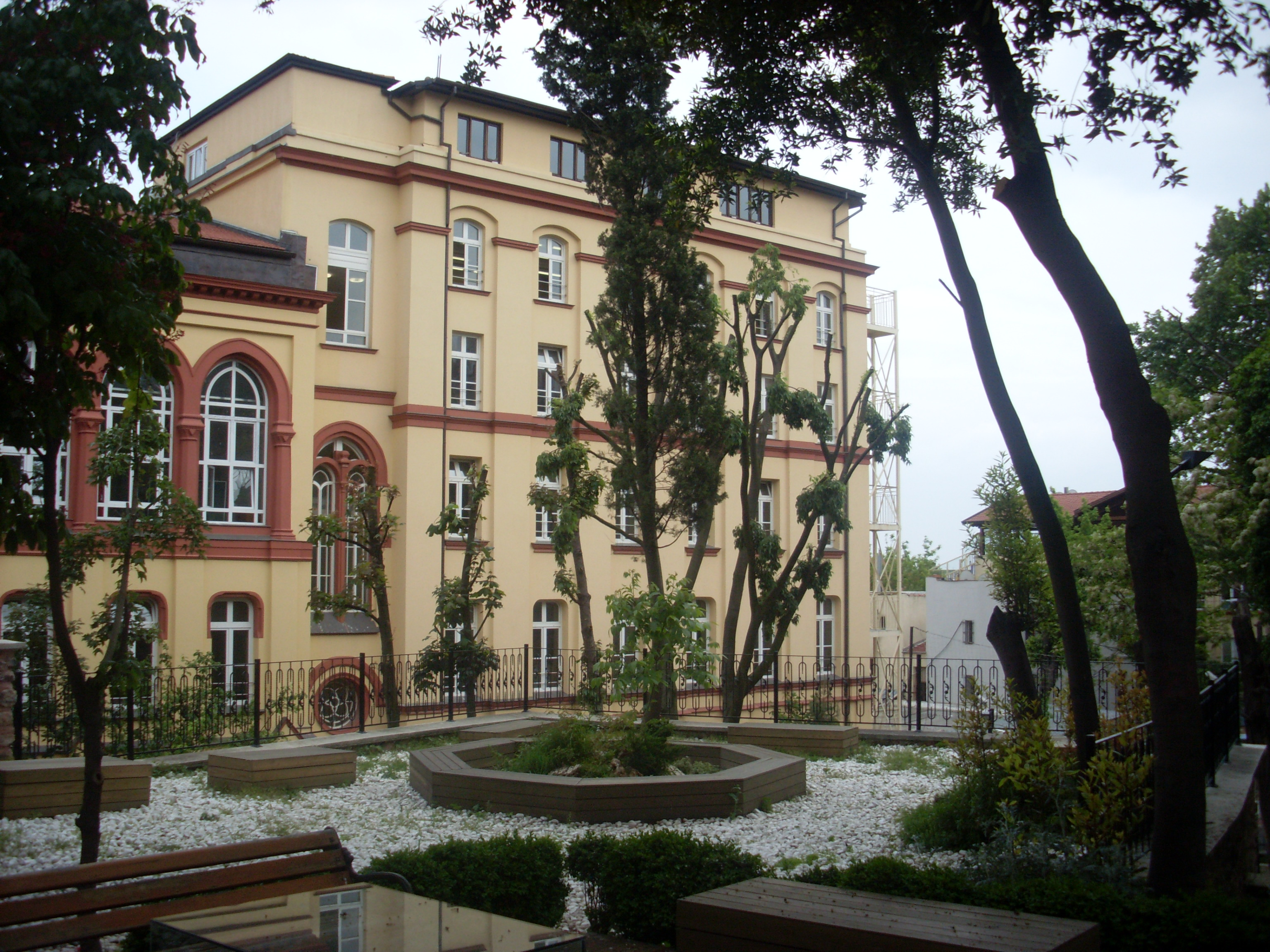
Мевлевіхане в Галаті (Стамбул).2012.

У сибірських астанах ховали суфійських шейхів, а вони представляли тарікати, так чи інакше пов'язані з іранською культурною традицією. Тарікати Накшбандія та Ясавія походять від таріката Ходжагон (Хваджаган), тарікат Бекташія та памірські нізарити пов'язані з шиїзмом. У тюркських мовах слово «астана» стало популярним завдяки послідовникам Джалаледдіна Румі, вихідця з іраномовної Держави Хорезмшахів і прихильника тарікату Кубравія. Учні Румі (тарікат мевлеві) відкрили в Малій Азії численні суфійські монастирі (текке), які називалися «Мевлевіхане». Асітане (асітани) означали серед них монастирі вищого статусу, на противагу невеликим «завія». Назву Asitane-i Aliyye (найвищий монастир) мав головний Мевлевіхане в місті Конья, розташований біля  мавзолею Мевляни.
Тюменец Р. Х. Рахімов виявив безліч паралелей між обрядами суфіїв і сибірським культом шанування астани. «Грамота зберігача Юрумської Астани», яку він виявив, стверджує, що список полеглих у Сибіру шейхів складав сам Румі. У настановах про шанування священних мавзолеїв Рахімов убачає вплив суфійських настанов (адабів) про ставлення мюрида до вчителя. Найдивовижніше те, що за суфійськими традиціями (через сновидіння) відбувається виявлення частини мавзолеїв. Так було з відкриттям Новоатьяловської та Тукузької астан.

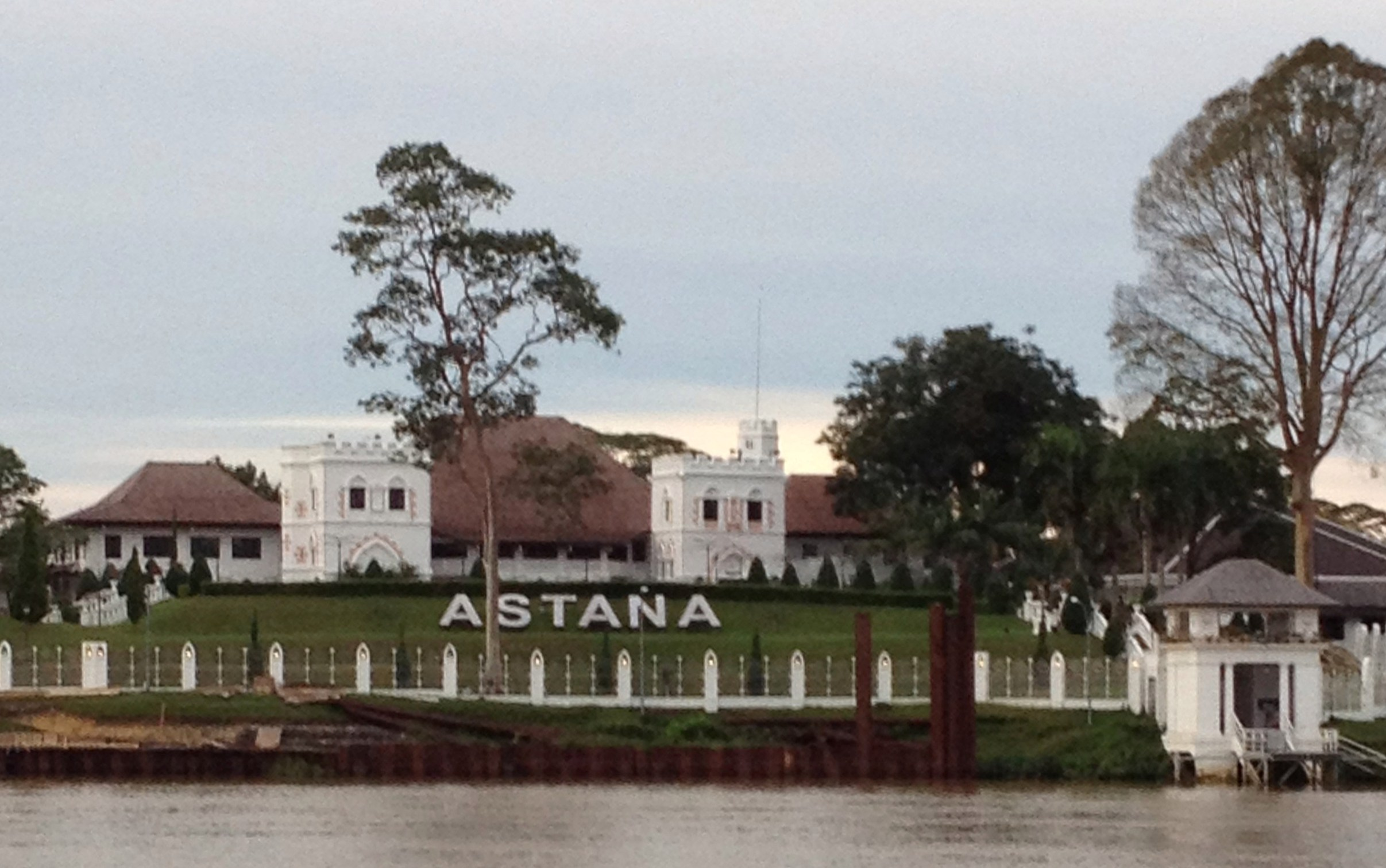
Палац Астана в Кучінзі (штат Саравак, Малайзія).2012.

Цікавою є еволюція терміна «астана» в тюркських мовах. Тарікат мевлеві мав великий вплив у Османській імперії, з XVI століття в турецькій літературі почала розвиватися навіть особлива течія («література мевлеві»). Слово «астане» набуло широкого розповсюдження. Після завершення будівництва в Константинополі палацу Топкапи одною з літературних назв будови як резиденції султана та центру держави стала Asitane-i Saadet (Поріг Щастя, Оселя благоденства). Наприклад, цей вислів вжито в «Книзі подорожі» Евлії Челебі (написана до 1682). Не дивно, що прізвисько письменника «Челебі» суфійського походження, першим носієм цього прізвиська вважають якраз наступника Румі, Хусама ад-Діна Челебі (пом. 1284).
Значення «палац» перекочувало в Малайзію та Індонезію, де  на них кажуть Істана. Звідси, зокрема, походить назва палацу Астана у Кучинзі на о. Калімантан. 
Починаючи з XVII століття в офіційних документах стосовно до Константинополя в цілому стали вживати вираз Asitan-i Devlet-i Aliyye в значенні «столиця найвищого держави». 1998 року значення «столиця» стало вирішальним при найменуванні казахського міста Астана.

## Зміст культу
За кожною Астаною закріплений хранитель  (карауци, порівн. каз. Карау — «дивитися»). Головним символом зберігача є сачара (шежере) -рукопис у вигляді сувою. Цей культовий предмет зазвичай передавали у спадок.
Вважається, що астани наділені духовною силою своїх авлія, й іноді обрані люди можуть отримати особливі знання та надприродні здібності. Низка астан мають лікувальні властивості: Баїшевська допомагає від очних хвороб, захворювань нервової системи та психічних розладів, Варваринська від алкоголізму. 7-разове відвідування Баїшевської Астани прирівнюється до скоєння хаджу, «Грамота зберігача Юрумської Астани» з цього приводу говорить: 

У Баїші могила Хакім шейха газіза. Меккінські мужавіри казали, хто відвідує могилу Хакім хазрата, того буде поважати паломник до Мекки.

Неповажне ставлення до астан тягне за собою обов'язкову жорстоку відплату, з цього приводу існує безліч повчальних випадків, пов'язаних з більшістю мавзолеїв шейхів у Сибіру.
Поруч з астаною люди читають молитви, дають пожертви (садака). Зберігач Астани або мулла регулярно проводить ритуал поминок хатим хуча (походить від обряду «хатм-і хваджаган» суфійського таріката Накшбандія ) в честь авлія, якому присвячена астана.
Прихильники повернення до витоків ісламу (зокрема, з «Хізб ут-Тахрір») негативно відносяться до феномена «астана», вважаючи їх шанування язичництвом. Шаріат несхвально відноситься до прикрашування могил та монументальних споруд над ними, особливо ж до того, щоб могили були місцем молитви.